# Tonino Benacquista
Œuvres principales
- La Commedia des ratés (Gallimard, 1992)
- Saga (Gallimard, 1997)
- Sur mes lèvres (scénario coécrit avec Jacques Audiard, 2001)
- Malavita (Gallimard, 2004)
- De battre mon cœur s'est arrêté (scénario coécrit avec Jacques Audiard, 2005)
- Toutes les histoires d'amour ont été racontées, sauf une (Gallimard, 2020)

Tonino Benacquista est un écrivain et scénariste français né le 1er septembre 1961 à Choisy-le-Roi (Val-de-Marne).

## Biographie
Tonino Benacquista est issu d’une famille d’émigrés italiens de Broccostella, dans la province de Frosinone (Latium), installée à Vitry-sur-Seine.
Après avoir interrompu ses études de littérature et de cinéma, il enchaîne plusieurs petits métiers, qui se révèlent sources d'inspiration pour ses premiers romans, résolument noirs : accompagnateur de nuit aux Wagon-Lits (La Maldonne des sleepings, 1989) ou encore accrocheur de toiles dans une galerie d'art contemporain (Trois Carrés rouges sur fond noir, 1990).
Mais c'est grâce à La Commedia des ratés, publié en 1991, et qui remporte trois prix littéraires la même année, que Benacquista se fait plus largement connaître du grand public. Des options sont alors prises sur les droits de ses romans. La première adaptation d'un de ses livres voit le jour en 1994 : il s'agit de La Maldonne des sleepings, adapté pour la télévision et rebaptisé Couchettes express, avec Jacques Gamblin dans le rôle principal.
Il délaisse le genre noir en 1997 en publiant Saga, un roman dont les héros sont quatre scénaristes chargés d'écrire une sitcom bon marché, destinée à remplir les quotas de création française d'une chaîne de télévision. Grâce à ce livre, Benacquista devient un auteur à succès. Il se diversifie et multiplie les projets : une BD avec Jacques Ferrandez (L'Outremangeur, adaptée au cinéma en 2002), des scénarios pour la télévision (un épisode de Puissance 4 sur France 3), une pièce de théâtre (Un contrat).
Parallèlement, Benacquista fait son entrée dans le monde du cinéma. Nicole Garcia l'appelle pendant la production de Place Vendôme en 1998 pour lequel il sera consultant, puis c'est au tour de Claude Berri de faire appel à ses services pour coécrire La Débandade en 1999. Pour Le Cœur à l'ouvrage de Laurent Dussaux sorti en 2000, Benacquista s’attaque seul au scénario qui raconte l’histoire d’acteurs, de producteurs et de techniciens de films X décidant de s’associer pour faire un film grand public. Il cosigne la même année le scénario du téléfilm Les Faux-fuyants adapté du roman de Françoise Sagan.
En 2001, son roman Les Morsures de l'aube est adapté au cinéma par Antoine de Caunes. La même année, il coécrit avec Jacques Audiard le scénario de Sur mes lèvres, César du meilleur scénario quelques mois plus tard.
En 2001, Benacquista publie également Quelqu'un d'autre, l'histoire de deux quadragénaires en quête d'identité et qui, à la suite d'un pari, se donnent trois ans pour changer de vie et devenir ceux qu'ils ont toujours rêvé d'être. Nouveau succès critique et public. En 2004, sort à l'écran La Boîte noire de Richard Berry, adapté d'une de ses nouvelles.
Malavita, sorti en 2004, est l'occasion d'un retour au genre noir, non sans humour. Le roman raconte les aventures d'une famille de mafieux new-yorkaise contrainte de s'installer en Normandie à la suite du repentir du père dont la tête est mise à prix. En italien, le mot « malavita » désigne tout genre de criminalité et milieux relatifs. Le roman est adapté au cinéma par Luc Besson avec une distribution prestigieuse, dont Robert De Niro, Tommy Lee Jones et Michelle Pfeiffer.
En 2004, il cosigne le scénario de De battre mon cœur s'est arrêté de Jacques Audiard. Inspiré de Mélodie pour un tueur (Fingers) de James Toback (ce n'est pas à proprement parler un remake), le film remporte de nombreux Césars en 2006, dont celui du meilleur film et celui de la meilleure adaptation.
En 2008 est publié Malavita encore, suite de Malavita.
En 2010, il scénarise, avec Daniel Pennac, le 74e album de Lucky Luke, Lucky Luke contre Pinkerton.
L'année suivante, toujours chez Gallimard, sort Homo erectus, « qui décrit le désarroi de l'homme contemporain (et, par là même, de la femme). Tous les jeudis soir, à Paris, une centaine d'hommes se réunissent, sur le modèle des Alcooliques Anonymes, chacun racontant l'histoire sentimentale ou sexuelle qui l'a marqué à vie. (...) Benacquista possède une verve hors du commun, une grande capacité à se tenir loin des clichés, une formidable connaissance de l'âme humaine qui lui permet de répertorier les schémas amoureux comme s'il avait vécu mille vies. ».
En 2016, il publie Romanesque. « Une femme et un homme s’aiment. S’aiment au point de casser les codes du temps, de résister à l’autorité quelle qu’elle soit, de défier Dieu, le diable et son train. ». « Avec Romanesque, Tonino Benacquista a surtout tenu à raconter la façon dont les légendes se fabriquent, la façon dont certaines histoires peuvent marquer les consciences et réussir à traverser les siècles. ».
Près de vingt-cinq ans après la sortie de Saga paraît en 2020 Toutes les histoires d’amour ont été racontées, sauf une qui, selon l’auteur, n’en est pas la suite directe mais plutôt son « symétrique ». Là où, dans le premier, la fiction est décrite du point de vue de ceux qui la fabriquent, dans le second elle adopte le point de vue du spectateur,. Il y est question d’un personnage qui, fuyant la vie réelle, se réfugie dans un monde fictif, en l’occurrence celui des séries télévisées. « Benacquista casse le fameux cliché « la vie est un roman », pour nous dire tout le contraire : le roman, c'est la vie. »
Au fil des années, Benacquista manifeste son attachement à la nouvelle : La Machine à broyer les petites filles (1999), Tout à l'égo (2001), et Nos gloires secrètes (2013), pour lequel il remporte le Prix de la nouvelle de l'Académie Française et le Grand Prix de la Société des Gens de Lettres.

## Œuvre

### Romans noirs
- Épinglé comme une pin-up dans un placard de G.I., Fleuve Noir, 1985, coll. « Spécial Police » no 1960
- La Maldonne des sleepings, Gallimard, 1989, coll. « Série noire » no 2167
- Trois Carrés rouges sur fond noir, Gallimard, 1990, coll. « Série noire » no 2218  Trophée 813 du meilleur roman ; Prix du roman policier francophone de la ville du Mans
- La Commedia des ratés, Gallimard, 1991, coll. « Série noire » no 2263 Prix Mystère de la critique[9] ; Grand prix de littérature policière[10] ; Trophée 813 du meilleur roman[11]
- Les Morsures de l'aube, Rivages, 1992, coll. « Rivages/Noir », no 143
- Le Faucon de Prague Un cadavre exquis coécrit avec Jean-François Vilar, Thierry Jonquet, Patrick Raynal, Didier Daeninckx, Daniel Picouly et Jean-Bernard Pouy, publié en feuilleton dans Le Nouvel Économiste, durant l'été 1993 — no 907 du 13 août 1993 pour l'épisode de Tonino Benacquista

#### Recueil
- Quatre Romans noirs (Gallimard, 2004) Réunit : La Maldonne des sleepings ; Trois Carrés rouges sur fond noir ; La Commedia des ratés ; et Les Morsures de l'aube

### Romans
- Saga, Gallimard, 1997 Grand prix des lectrices de Elle
- Quelqu'un d'autre, Gallimard, 2001 Grand prix RTL-Lire ; Prix Marguerite Puhl-Demange ; Prix du 7e Art
- Malavita, Gallimard, 2004
- Malavita encore, Gallimard, 2008
- Homo erectus, Gallimard, 2011
- Romanesque, Gallimard, 2016
- Toutes les histoires d'amour ont été racontées, sauf une, Gallimard, 2020
- Porca miseria, Gallimard, 2022
- Tiré de faits irréels, Gallimard, 2025

### Recueils de nouvelles
- La Machine à broyer les petites filles, Rivages, 1993, coll. « Rivages/Noir », no 169
- Tout à l'égo, Gallimard, 1999 Extraits publiés en 2001 sous le titre de La Boîte noire et autres nouvelles, coll. « Folio à 2 euros »
- Nos gloires secrètes, Gallimard, 2013 Prix de la nouvelle de l'Académie Française ; Grand Prix de la Société des Gens de Lettres
Extraits publiés en 2016 sous le titre de L'Aboyeur, précédé de L'Origine des fonds, coll. « Folio à 2 euros »

### Nouvelles
- Le Serrurier volant, nouvelle illustrée, Estuaire, 2006, avec Jacques Tardi
- « L’Ermite et le Gangster », dans la revue Tintin c’est l’aventure, no 2, Éditions Prisma, 2019
- « Le Fugitif », dans le recueil 13 à table ! 2022, Pocket, 2021[12]

### Théâtre
- Un contrat : western psychanalytique en deux actes et un épilogue, Gallimard, 1999 Créé au Studio des Champs-Elysées en 2001 avec Rufus et Jean-Pierre Kalfon

### Bandes dessinées
- L'Outremangeur, dessin de Jacques Ferrandez, Casterman, 1998 Prix René-Goscinny
- La Boîte noire, dessin de Jacques Ferrandez, Gallimard/Futuropolis, 2000[13]
- Cœur tam-tam, dessin de Olivier Berlion, Dargaud, 2003[14]
- Dieu n'a pas réponse à tout :
  - Dieu n'a pas réponse à tout (mais il est bien entouré), dessin de Nicolas Barral, Dargaud, 2007 Prix Albert-Uderzo du meilleur album de bande dessinée[15]
  - Dieu n'a pas réponse à tout (mais il sait à qui s'adresser), dessin de Nicolas Barral, Dargaud, 2008
  - Dieu n'a pas réponse à tout (mais il sait déléguer), dessin de Nicolas Barral, Dargaud, 2021
- L'Amour cash, dessin de Philippe Bertrand, Dargaud, 2008
- Les Amours insolentes, dessin de Loustal, Casterman, 2010
- Lucky Luke :
  - Lucky Luke contre Pinkerton, coécrit avec Daniel Pennac, dessin de Achdé, Dargaud, 2010
  - Cavalier seul, coécrit avec Daniel Pennac, dessin de Achdé, Dargaud, 2013
- Des salopes et des anges, dessin de Florence Cestac, Dargaud, 2011[16],[17]
- Les Cobayes, dessin de Nicolas Barral, Dargaud, 2014[18],[19]
- Le Guide Mondial des records, dessin de Nicolas Barral, Dargaud, 2017

### Jeunesse
- Impossible n'est pas français, Syros, 1989, coll. « Souris Noire »
- Victor Pigeon, Syros, 1996, coll. « Souris Noire »

## Filmographie
En tant que scénariste
- 1998 : Place Vendôme de Nicole Garcia, coécrit avec Nicole Garcia et Jacques Fieschi
- 1999 : La Débandade de Claude Berri, coécrit avec Claude Berri et Arlette Langmann
- 2000 : Les faux-fuyants (TV) de Pierre Boutron, coécrit avec le réalisateur et adapté du roman de Françoise Sagan
- 2001 : Sur mes lèvres, coécrit avec Jacques Audiard
- 2005 : De battre mon cœur s'est arrêté, coécrit avec Jacques Audiard
- 2006 : Un crime de Manuel Pradal, coécrit avec Manuel Pradal
- 2012 : L'Innocent (TV) de Pierre Boutron, coécrit avec Pierre Boutron et Patrick Timsit

En tant qu'auteur adapté
- 1987 : La Souris noire (TV), d'après la nouvelle Impossible n'est pas français
- 1994 : Couchettes express (TV) de Luc Béraud, d'après le roman La Maldonne des sleepings
- 2001 : Les Morsures de l'aube d'Antoine de Caunes, d'après le roman éponyme
- 2001 : Le Plafond de Mathieu Demy (court-métrage), d'après la nouvelle Requiem contre un plafond
- 2003 : L'Outremangeur de Thierry Binisti, d'après la bande dessinée éponyme
- 2005 : La Boîte noire de Richard Berry, d'après la nouvelle éponyme
- 2009 : Holy Money de Maxime Alexandre, d'après le roman La Commedia des ratés, avec Aaron Stanford et Ben Gazzara
- 2013 : Malavita de Luc Besson, d'après le roman éponyme, avec Robert De Niro, Tommy Lee Jones et Michelle Pfeiffer

Apparitions en tant qu'acteur
- Manège de Jacques Nolot, court-métrage (1986)
- Messieurs les enfants de Pierre Boutron (1997) : le surveillant général
- Le Cœur à l'ouvrage de Laurent Dussaux (2000) : le tatoueur

## Récompenses
Littérature
- 1989 : Trophée 813 du meilleur roman pour Trois Carrés rouges sur fond noir[11]
- 1990 : Prix du roman policier francophone de la ville du Mans pour Trois Carrés rouges sur fond noir[20]
- 1991 : Prix Mystère de la critique[9] ; Grand prix de littérature policière[10] ; Trophée 813 du meilleur roman[11] pour La Commedia des ratés
- 1998 : Grand prix des lectrices de Elle pour Saga
- 2002 : Grand prix RTL-Lire ; Prix Marguerite Puhl-Demange ; Prix du 7e Art pour Quelqu'un d'autre
- 2014 : Prix de la nouvelle de l'Académie Française pour Nos gloires secrètes[21]

Bande dessinée
- 1998 : Prix René-Goscinny pour L'Outremangeur
- 2007 : Prix Albert-Uderzo Sanglier du Meilleur Album pour Dieu n’a pas réponse à tout[15]

Cinéma
- 2002 : César du meilleur scénario pour Sur mes lèvres
- 2006 : César de la meilleure adaptation pour De battre mon cœur s'est arrêté